# Syringaldehyde
Syringaldehyde is een aldehyde dat kan geïsoleerd worden uit de vezels van haver- en katoenzaadkaf. De stof kan ook verkregen worden door oxidatie van de lignine van bepaalde bomen, zoals esdoorn en spar. Het komt verder nog voor in onder meer gerst en gedistilleerde dranken als whisky en rum. In zuivere toestand is het een groen tot beige kristallijn poeder met een zwakke, zoete houtgeur.
Syringaldehyde is een benzaldehyde, waarbij er twee methoxygroepen en één hydroxylgroep aan de benzeenring zijn verbonden. Deze functionele groep die hiervan is afgeleid wordt ook wel de syringylgroep (of systematisch: 4-hydroxy-3,5-dimethoxyfenyl-groep) genoemd. De naam is ontleend aan Syringa vulgaris (sering), waaruit syringaldehyde in 1888 voor het eerst geïsoleerd werd door hydrolyse van het overeenkomstig glycoside.

## Synthese
Syringaldehyde kan synthetisch bereid worden, bijvoorbeeld uitgaande van vanilline of van pyrogallol.

## Toepassingen
Syringaldehyde wordt gebruikt als aromastof in voedingswaren en als geurstof.